# Amy Hill
Pour les articles homonymes, voir Hill.
Amy Marie Hill est une actrice américaine née le 9 mai 1953 à Deadwood dans le Dakota du Sud aux États-Unis.
Elle est en partie connue pour son rôle de "Kumu" dans la série Magnum (2018), qu'elle intègre dès le troisième épisode de la première saison. Sa participation à la série a été annoncée le 25 juillet 2018.

## Filmographie
- 1985 : Dim Sum: A Little Bit of Heart : Amy Tam
- 1986 : Motel des sacrifices (Mountaintop Motel Massacre) : Prissy
- 1987 : Living on Tokyo Time : Woman in Cafe #2
- 1988 : The Big Blue : Computer Operator
- 1988 : Fantômes en fête (Scrooged) : Technician
- 1989 : Judgement : Dorothy Moys
- 1990 : Circuitry Man : Bartender (Oxy Hill)
- 1990 : Papa est un fantôme (Ghost Dad) : Nurse #1
- 1992 : Intimate Stranger (TV) : Madame
- 1992 : Singles : Hospital Nurse
- 1993 : Soleil levant (Rising Sun) : Hsieh
- 1994 : All-American Girl (série télévisée) : Grandma
- 1995 : L'Ultime Souper (The Last Supper) : Illegal Alien Hater
- 1995 : Maybe This Time (série télévisée) : Kay Ohara
- 1997 : The Magic Pearl (voix)
- 1997 : Pauly (série télévisée) : Sumi
- 1995 : Une fille à scandales ("The Naked Truth") (série télévisée) : Suji (1997-1998)
- 1998 : Yellow : Snake Ajima
- 1998 : Twelfth Night, or What You Will (TV) : Maria
- 1999 : Gojira ni-sen mireniamu : Shop Owner (voix)
- 2000 : Next Friday : Mrs. Ho-Kym
- 2000 : Straight Right : Mrs. Geddes
- 2000 : Auggie Rose de Matthew Tabak : Karla
- 2000 : Strip Mall (série télévisée) : Fanny Sue Chang
- 2001 : On Edge de Karl Slovin : Bullhorn Woman
- 2001 : Pavilion of Women : Madame Kang
- 2001 : Web Girl (série télévisée) : Principal Ono
- 2001 : The New Women : Gaia
- 2001 : Le Grand Coup de Max Keeble (Max Keeble's Big Move) de Tim Hill : Mrs. Rangoon
- 2001 - 2002: Ma Famille D’abord (My Wife and Kids): Lorraine
- 2002 : Méchant Menteur (Big Fat Liar) de  Shawn Levy : Joscelyn Davis
- 2002 : Man of the Year : The Maid
- 2002 : Lilo & Stitch : Mrs. Hasagawa (voix)
- 2002 : When Angels Cry : Pam
- 2004 : Amour et Amnésie : Sue
- 2005 : Duck : Linh
- 2005 : The Closer : L.A. enquêtes prioritaires (série télévisée) : Franny (Saison 1 épisode 3 et 4)
- 2005 : Unbeatable Harold : Secretary
- 2005 : The Life and Times of Juniper Lee (série télévisée) : Ah-Mah, Additional Voices (voix)
- 2005 : La Coccinelle revient (Herbie Fully Loaded) : Female Doctor
- 2005 : Kids in America de Josh Stolberg (en) : Mrs. Young
- 2006 : Bienvenue en prison (Let's Go to Prison) : le juge Eva Fwae Wun
- 2009 : Glee (série télévisée) : Dr Shin
- 2009 : Thérapie de couples (Couples Retreat) : Thérapeute #4
- 2014 :  Jessie : Keahi Saison 3 épisode 26 Vacances de Noël à Hawaï
- 2015 - 2016 : Unreal (série télévisée) : Dr. Wagerstein
- 2015 - 2017 : Just Add Magic (série télévisée) : Ida "Mama P." Perez
- 2015 - 2018 : Crazy Ex-Girlfriend (série télévisée) : Lourdes Chan
- 2016 : Catfight de Onur Tukel :
- 2018 - 2024 : Magnum, PI (série télévisée)  : Teuila "Kumu" Tuileta (VF: Marie-Martine)
- 2025 : Lilo et Stitch (Lilo & Stitch) de Dean Fleischer Camp : Tūtū
- 2025 : Ballard (série télévisée) : Tūtū

## Voix françaises
En version française, Marie-Martine est la voix régulière d'Amy Hill depuis 1993.
| - Marie-Martine dans : - Soleil levant - Médium (série télévisée) - The League (série télévisée) - Jessie (série télévisée) - Crazy Ex-Girlfriend (série télévisée) - Man vs Geek (série télévisée) - Santa Clarita Diet (série télévisée) - Magnum (série télévisée) - Lilo et Stitch - Sylvie Genty dans (les séries télévisées) : - UnREAL - Just Add Magic | Et aussi - Marie Lenoir dans Une fille à scandales (série télévisée) - Maïk Darah dans Ma famille d'abord (série télévisée) - Denise Metmer dans Amour et Amnésie - Frédérique Cantrel dans Desperate Housewives (série télévisée) - Béatrice Delfe dans Enlightened (série télévisée) - Marie Madeleine Burguet-Le Doze dans Preacher (série télévisée) - Ariane Deviègue dans Kung Fu Panda : Le Chevalier Dragon (voix) |